# Ganglion coeliacum

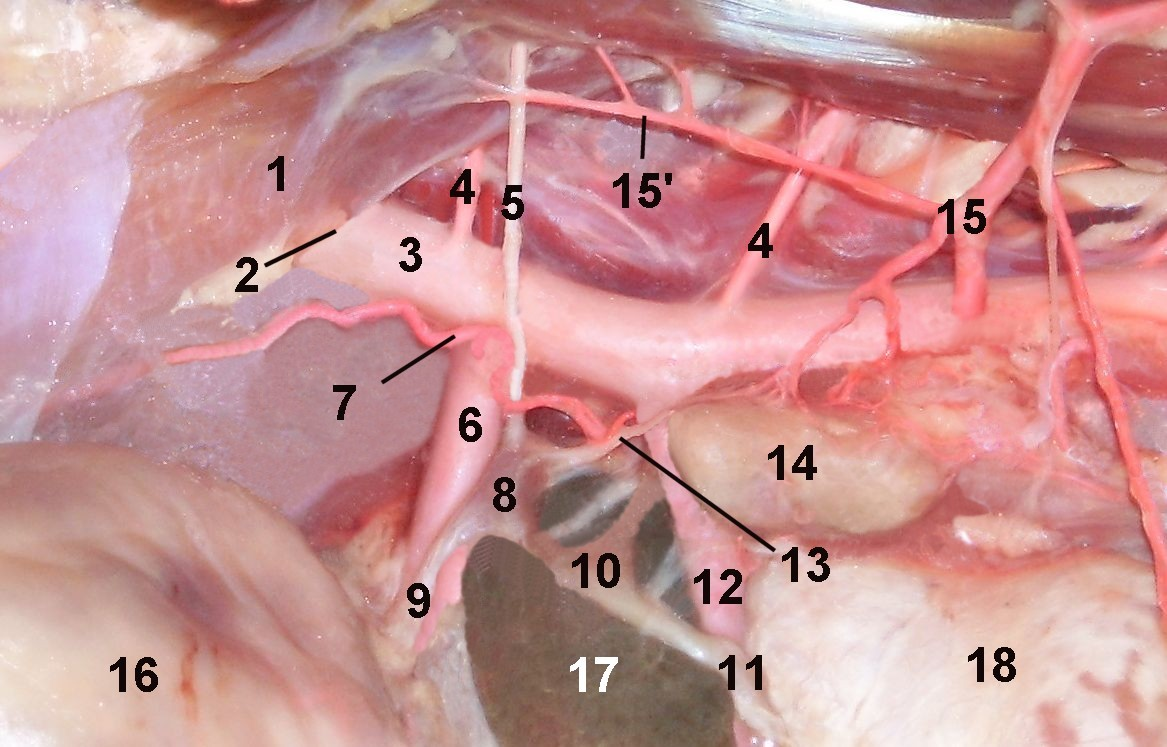
Vorderer Bauchaortenbereich der Katze.
1 Crus sinistrum (Diaphragma), 2 Hiatus aorticus, 3 Aorta, 5 Nervus splanchnicus major, 6 Arteria coeliaca, 8 Ganglion coeliacum, 9 Plexus coeliacus, 10 Ganglion mesentericum craniale, 11 Plexus mesentericus cranialis, 12 Arteria mesenterica cranialis, 13 Nervus splanchnicus minor, 14 Nebenniere, 15 Arteria abdominalis cranialis (15' Zwerchfellast), 16 Magen, 17 Leber (Lobus caudatus), 18 Niere

Das Ganglion coeliacum („Bauchhöhlenganglion“, von griech. koilia für „Höhle“) ist ein sympathisches Ganglion in der oberen (bei Tieren: vorderen) Bauchhöhle. Es liegt am Abgang des Truncus coeliacus aus der Aorta, beim Menschen auf derselben Höhe rechts und links der Aorta. Das Ganglion coeliacum ist das größte der prävertebralen Ganglien (Ganglia praevertebralia).

## Ursprung der Nervenfasern
Die Zellkörper der präganglionären sympathischen Neurone liegen vorwiegend im Brustabschnitt des Rückenmarks. Von hier ziehen die Axone (Nervenfortsätze) zum Grenzstrang, werden aber nicht in den Grenzstrangganglien (Ganglia paravertebralia) umgeschaltet. Die Neurone sammeln sich zum Nervus splanchnicus major, der parallel zum Grenzstrang in die Bauchhöhle zieht. Vom Lendenmark ziehen außerdem Nervi splanchnici minores (lumbales) zum Ganglion coeliacum. Die meisten dieser Nervenfasern werden dann dort auf das zweite, postganglionäre Neuron umgeschaltet.

## Plexus solaris
Die sekundären sympathischen Neurone bilden gemeinsam mit parasympathischen Anteilen um den Truncus coeliacus ein Geflecht, den Plexus coeliacus. Durch zahlreiche Verbindungen mit dem Geflecht des eng benachbarten Ganglion mesentericum superius (bei Tieren: Ganglion mesentericum craniale) werden beide auch als Sonnengeflecht (Plexus solaris) zusammengefasst. In das Sonnengeflecht strahlen auch die parasympathischen Fasern des Nervus vagus ein.
Vom Sonnengeflecht ziehen die sympathischen und auch parasympathischen Nervenfasern in Begleitung der Blutgefäße zu den Organen des Oberbauchs (bei Tieren: der der vorderen Bauchhöhle). Hier gibt es zumeist weitere Organgeflechte (Plexus gastricus, hepaticus, lienalis...) in denen der verbleibende Teil der Primärneurone umgeschaltet werden.

## Funktion
Die Fasern aus dem Ganglion coeliacum sind sowohl afferent als auch efferent. Die afferenten Fasern leiten viszerosensible Informationen von den Bauchorganen. Im Ganglion gibt es Verbindungen zu den efferenten Neuronen. Das Ganglion wirkt bereits als erste zentrale Verarbeitungsstation außerhalb des ZNS, in dem es afferente Impulse verstärkt oder hemmt und entsprechende efferente Impulse auslöst. Zudem gehen Impulse aus verschiedenen Organteilen ein, so dass auch eine Koordination des Enterischen Nervensystems – einem Teil des Vegetativen Nervensystems – und damit der Darmmotorik (Peristaltik) ermöglicht wird. 
Die sympathischen Nervenfasern wirken auf die Blutgefäße und regulieren damit die Durchblutung der Organe. Außerdem wirken sie hemmend auf die Funktion des Magen-Darm-Trakts.